# أبو علي الحسين بن أحمد الماذرائي
أبو علي الحسين بن أحمد الماذرائي، المعروف أيضًا باسم أبي زنبر، كان عضوًا في العائلة الماذرارئية البيروقراطية من المسؤولين الماليين، وشغل منصب مدير مالية مصر والشام في الخلافة العباسية في العقود الأولى من القرن العاشر.

## الحياة
كان الحسين ابنًا لأبي بكر أحمد بن إبراهيم المظهاري، الذي أسس ثروات العائلة في عام 879 عندما عيّنه الحاكم المستقل لمصر (ولاحقًا للشام أيضًا)، أحمد بن طولون مراقبًا للمالية. شغل أبو بكر المنصب حتى وفاته في عام 884، وفي النهاية عيّن الحسين ممثلًا له في الشام، بينما قام ابنه الآخر، علي، بنفس الدور في مصر. خلف علي والده حتى وفاته في عام 897، وخلفه بدوره ابنه أحمد.
وظل الحسين مسؤولًا عن مالية الشام طيلة العهد الطولوني، ولكن عندما بدأ هذا العهد يضعف، بدأ في إجراء اتصالات مع البلاط العباسي في بغداد. وبالتالي، عندما عادت الأراضي الطولونية مرة أخرى إلى السيطرة العباسية المباشرة في عام 904-905، رُحّل العديد من أفراد الأسرة إلى بغداد، حل محل ابن أخيه أحمد كمدير للمالية في مصر. ومن هذا المنصب انخرط في الصراعات الفئوية بين الفصائل البيروقراطية الرائدة في بغداد، وتحديدًا عشيرة بني الفرات وخصومهم، حيث انحاز الماذرائي بثبات إلى الأخيرين. وفي عهد علي بن عيسى الجراح الثاني (913-917)، عُين الحسين مرة أخرى في الشام، بينما تولى ابن أخيه الآخر، محمد، الوزارة في مصر. عندما سقط علي بن عيسى وخلفه منافسه اللدود أبو الحسن علي بن الفرات، عُزل الماذرائون وسُجنوا.
اُستدعي الحسين إلى بغداد، حيث بقي هناك حتى أيار 919، وعُين مرة أخرى في منصب المدير المالي لمصر. وظل في منصبه حتى عام 922م، عندما عزله علي بن عيسى. فاستُدعي إلى بغداد في عام 923، وأُجبر على دفع غرامة ضخمة بلغت خمسة ملايين درهم. ومع ذلك، في عام 926 أُرسل مرة أخرى إلى مصر مع توسيع نطاق مهمته إلى الشام أيضًا. تُوفي وهو في منصبه بالفسطاط سنة 929م.